# Don Francisco de Tolède
Don Francisco de Tolède  (? - 29 mai 1453) est un personnage actuellement considéré comme pseudo-historique, ayant prétendument fait partie des derniers défenseurs de Constantinople mais parfois présent dans certains ouvrages historiques reposant sur le récit du siège par le Pseudo-Sphrantzès (car rédigés avant la mise en évidence de son caractère apocryphe, ou considérant le passage concernant spécifiquement le siège comme néanmoins authentique).
Selon ce récit, il s'agit un noble castillan qui débarque à Constantinople au début de l'année 1453. Il prétend être un cousin de l'empereur Constantin XI Paléologue et participe à ses côtés à la défense de la ville lors du siège de Constantinople. Il se faisait surnommer le « nouvel Achille ». Lorsque les Ottomans parviennent à percer les défenses byzantines le 29 mai et à capturer la ville, Don Francisco lutte avec Constantin, Théophile Paléologue et Jean Dalmata aux alentours de la vallée du Lycus. C'est là qu'il périt avec l'empereur et ses fidèles partisans en tentant d'empêcher les Turcs de prendre la ville.
La raison de la création de ce personnage serait la volonté de l'auteur de complaire aux membres de la famille de Tolède installés à Naples, ville où il s'était réfugié.

## Source
- Steven Runciman, La chute de Constantinople, 1453, éditions Tallandier, coll. « Texto », 2007.